# Ice Cube Curling Center
Het Ice Cube Curling Center (Russische: Керлинговый Центр Ледяной куб, Kerlingovije Centr Ledianoj koeb) is een multifunctioneel stadion in het Olympisch Park in de Russische stad Sotsji. Tijdens de Olympische Winterspelen 2014 vonden alle curlingwedstrijden in het stadion plaats.

## Bouw
De bouw van het stadion begon in 2010 en de totale kosten waren tien miljoen euro. Volgens de planning moest het stadion in 2012 geopend worden, maar door vertragingen in de bouw werd het stadion pas in 2013 geopend. Het stadion is dertig meter breed en zestig meter lang en bestaat uit meerdere verdieping. Op de eerste verdieping liggen vier curlingbanen met daarbij ook de kleedkamers. De tribunes zijn, samen met de VIP-tribunes, presidentiële lounge en familielounges, op de tweede verdieping gebouwd.

## Wedstrijden
Al in 2012 zou het stadion bespeeld worden tijdens de Russische Curling Cup, echter de vertraagde bouw heeft ervoor gezorgd dat er geen enkele wedstrijd daadwerkelijk werd gespeeld. In 2013 maakte het stadion haar internationale debuut tijdens de wereldkampioenschappen curling. Tijdens de Olympische Winterspelen 2014 werden de curlingwedstrijden in het stadion gespeeld, ook de curlingwedstrijden van de Paralympische Winterspelen 2014 werden in het stadion gespeeld.

## Toekomst
In eerste instantie was het plan om het stadion te verplaatsen naar Rostov aan de Don, maar later werd besloten dit niet te doen. Het stadion wordt na de Olympische Winterspelen omgebouwd tot een multifunctioneel sport- en entertainmentstadion.